# Мачар, Риек
Риек Мачар (англ. Riek Machar) — южносуданский государственный и политический деятель. Действующий первый вице-президент Южного Судана с 21 февраля 2020 года. Ранее занимал должность вице-президента Южного Судана с 9 июля 2011 по 23 июля 2013 года, первого вице-президента с 26 апреля по 23 июля 2016 года.

## Биография
Родился в 1953 году в городе Лире. Принадлежит к народности нуэр. Был женат на английской подданной, работавшей в Южном Судане по программе помощи (погибла в автомобильной катастрофе, будучи беременной).
В 1984 году Мачар получил степень Ph.D в области машиностроения (по другим данным — в области стратегического планирования), а затем присоединился к повстанческой группировке Народная армия освобождения Судана во время Второй суданской гражданской войны. В 1991 году Риек разошёлся во взглядах с лидером НАОС Джоном Гарангом и сформировал свою группировку НАОС-Насир. В 1997 году Риек Мачар заключил перемирие с правительством Судана и стал главой проправительственных Южносуданских сил обороны. В 2000 году он покинул эту военную организацию и сформировал новую милицию Народные силы обороны Судана/Демократический фронт, а в 2002 году вернулся в НАОС в качестве старшего командира. После смерти Джона Гаранга в июле 2005 года, Риек Мачар стал вице-президентом автономного Южного Судана.
Занимал должность вице-президента независимого Южного Судана с 9 июля 2011 по 23 июля 2013 года. 16 декабря 2013 года Президент Южного Судана Салва Киир заявил о предотвращении военного переворота. Нападение осуществила группа солдат, связанная с бывшим вице-президентом Риеком Мачаром. После этих событий в стране начался крупный межэтнический конфликт.
После заключения соглашения о перемирии между властями и повстанцами, для Риека Мачара рассматривается возможность амнистии. В частности, министр иностранных дел Южного Судана заявил, что президент Салва Киир собирается расширить амнистию на Мачара «в знак примирения». За время перемирия были освобождены семеро обвиняемых в попытке государственного переворота, ещё четверо остаются в заключении.
В ночь на 27 марта 2025 года более двух десятков военных, верных президенту Салве Кииру, ворвались в резиденцию Мачара, разоружили его телохранителей и поместили Мачара под домашний арест. После этого соратники Мачара обвинили власти в нарушении мирного соглашения 2018 года, которое устанавливало новый порядок разделения властных полномочий в Южном Судане после пяти лет гражданской войны, и заявили что теперь считают это соглашение недействительным. Дипломатические представительства США, Франции, Германии, Нидерландов, Норвегии, Великобритании и ЕС выпустили совместное заявление с призывом «отменить это решение [арест Мачара] и предотвратить дальнейшую эскалацию».